# وست سالم (ويسكونسن)
وست سالم (بالإنجليزية: West Salem, Wisconsin)‏ هي بلدة تقع في الولايات المتحدة في مقاطعة لاكروس. يقدر عدد سكانها بـ 4,799 نسمة ومساحتها 8.91 كم2وترتفع عن سطح البحر 226 متر.

## التركيبة السكانية
قام مكتب تعداد الولايات المتحدة بتحديد بيانات التركيبة السكانية لوست سالم في تعداد الولايات المتحدة. في ما يلي، التركيبة السكانية حسب تعدادي 2000 و2010.

### تعداد عام 2000
بلغ عدد سكان وست سالم 4,541 نسمة بحسب تعداد عام 2000، وبلغ عدد الأسر 1,706 أسرة وعدد العائلات 1,230 عائلة مقيمة في القرية. في حين سجلت الكثافة السكانية 1,911.2 نسمة لكل ميل مربع (737.9/كم2). وبلغ عدد الوحدات السكنية 1,765 وحدة بمتوسط كثافة قدره 743.0 نسمة لكل ميل مربع (286.9/كم2).
وتوزع التركيب العرقي للقرية بنسبة 98.04% من البيض و 0.42% من الأمريكيين الأصليين و 0.44% من الأمريكيين ذوي الأصول الآسيوية و 0.51% من الأمريكيين الأفارقة و 0.53% من عرقين مختلطين أو أكثر.
بلغ عدد الأسر 1,706 أسرة كانت نسبة 41.4% منها لديها أطفال تحت سن الثامنة عشر تعيش معهم، وبلغت نسبة الأزواج القاطنين مع بعضهم البعض 59.0% من أصل المجموع الكلي للأسر، ونسبة 9.3% من الأسر كان لديها معيلات من الإناث دون وجود شريك، وكانت نسبة 27.9% من غير العائلات. تألفت نسبة 23.6% من أصل جميع الأسر من أفراد ونسبة 10.3% كانوا يعيش معهم شخص وحيد يبلغ من العمر 65 عاماً فما فوق. وبلغ متوسط حجم الأسرة المعيشية 3.09، أما متوسط حجم العائلات فبلغ 2.61.
بلغ العمر الوسطي للسكان 34 عاماً. وكانت نسبة 30.0% من القاطنين تحت سن الثامنة عشر، وكانت نسبة 6.3% بين الثامنة عشر والأربعة وعشرون عاماً، ونسبة 31.9% كانت واقعةً في الفئة العمرية ما بين الخامسة والعشرون حتى والأربعة وأربعون عاماً، ونسبة 18.9% كانت ما بين الخامسة والأربعون حتى الرابعة والستون، ونسبة 12.8% كانت ضمن فئة الخامسة والستون عاماً فما فوق. يوجد لكل 100 أنثى 95.6 ذكر، ويوجد لكل 100 أنثى في الثامنة عشر من عمرها فما فوق 86.6 ذكر.
بلغ متوسط دخل الأسرة في القرية 43,449 دولار، أما متوسط دخل العائلة فبلغ 50,176 دولار. وكان متوسط دخل الذكور 34,459 دولار مقابل 22,439 دولار للإناث. وسجل دخل الفرد الخاص بالقرية 19,904 دولار. وكانت نسبة 3.3% من العائلات ونسبة 3.5% من السكان تحت خط الفقر، وكان من هؤلاء نسبة 4.0% تحت سن الثامنة عشر ونسبة 3.4% في الخامسة والستين من العمر وما فوق.

## معرض صور

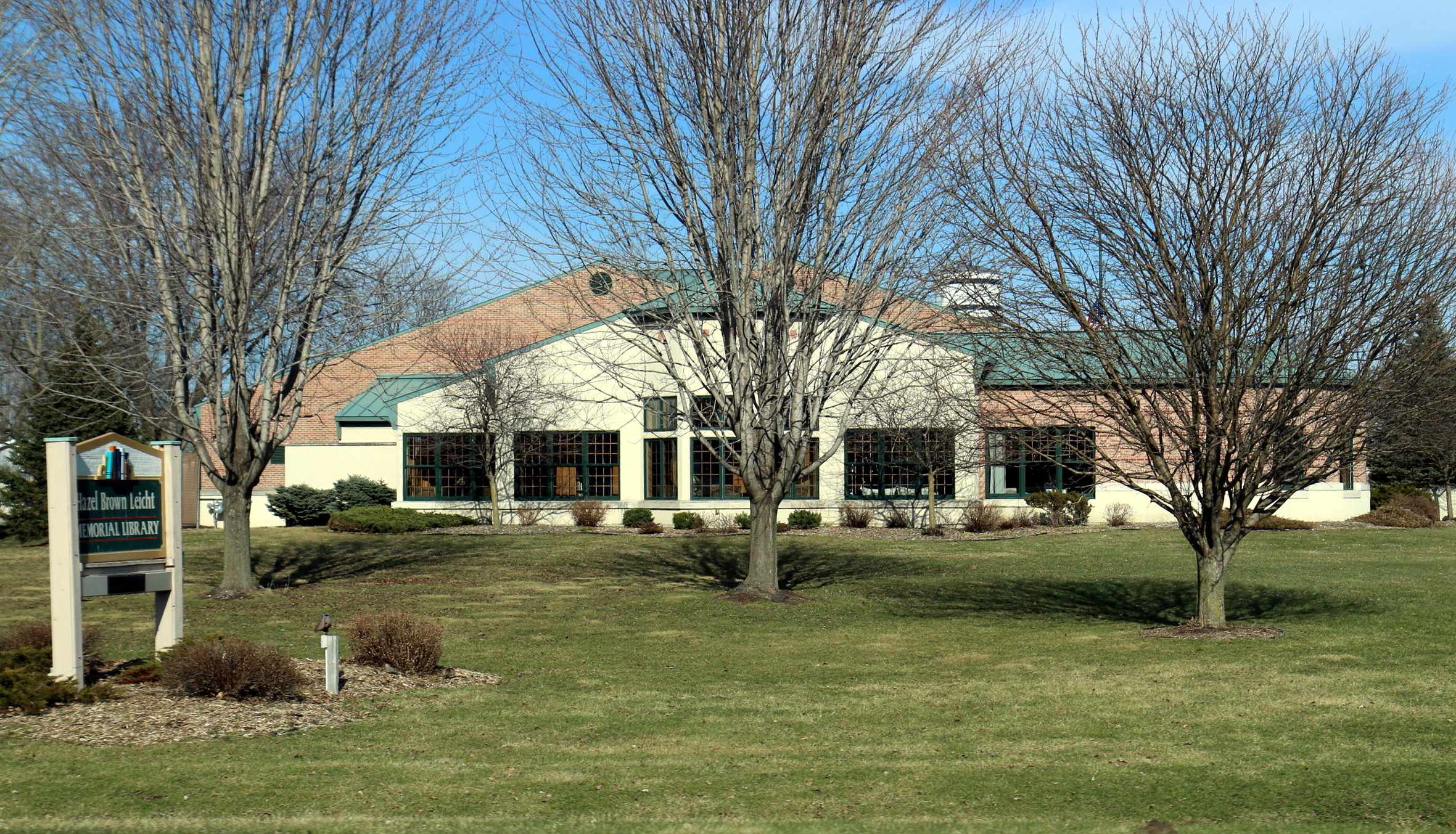
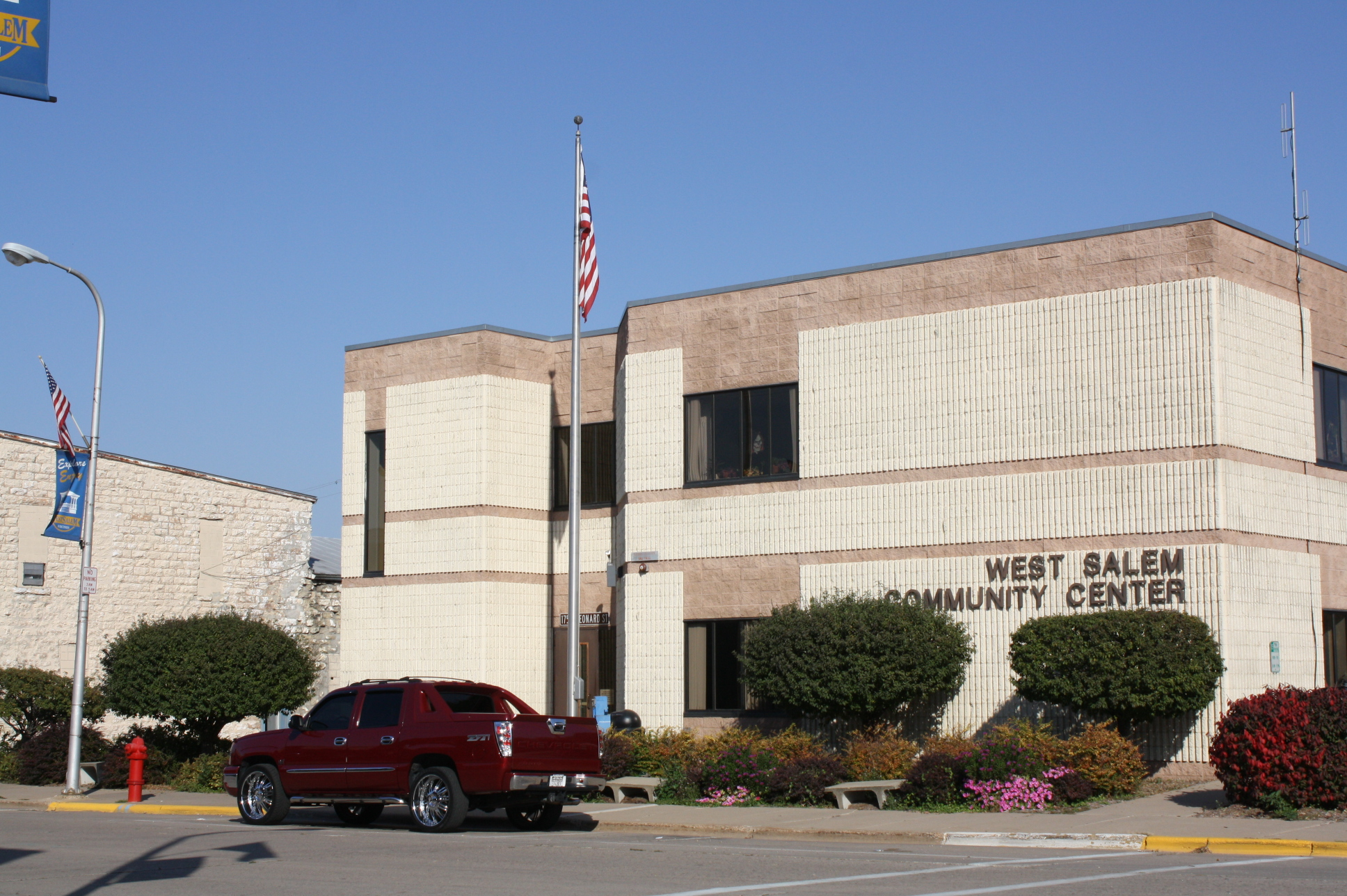
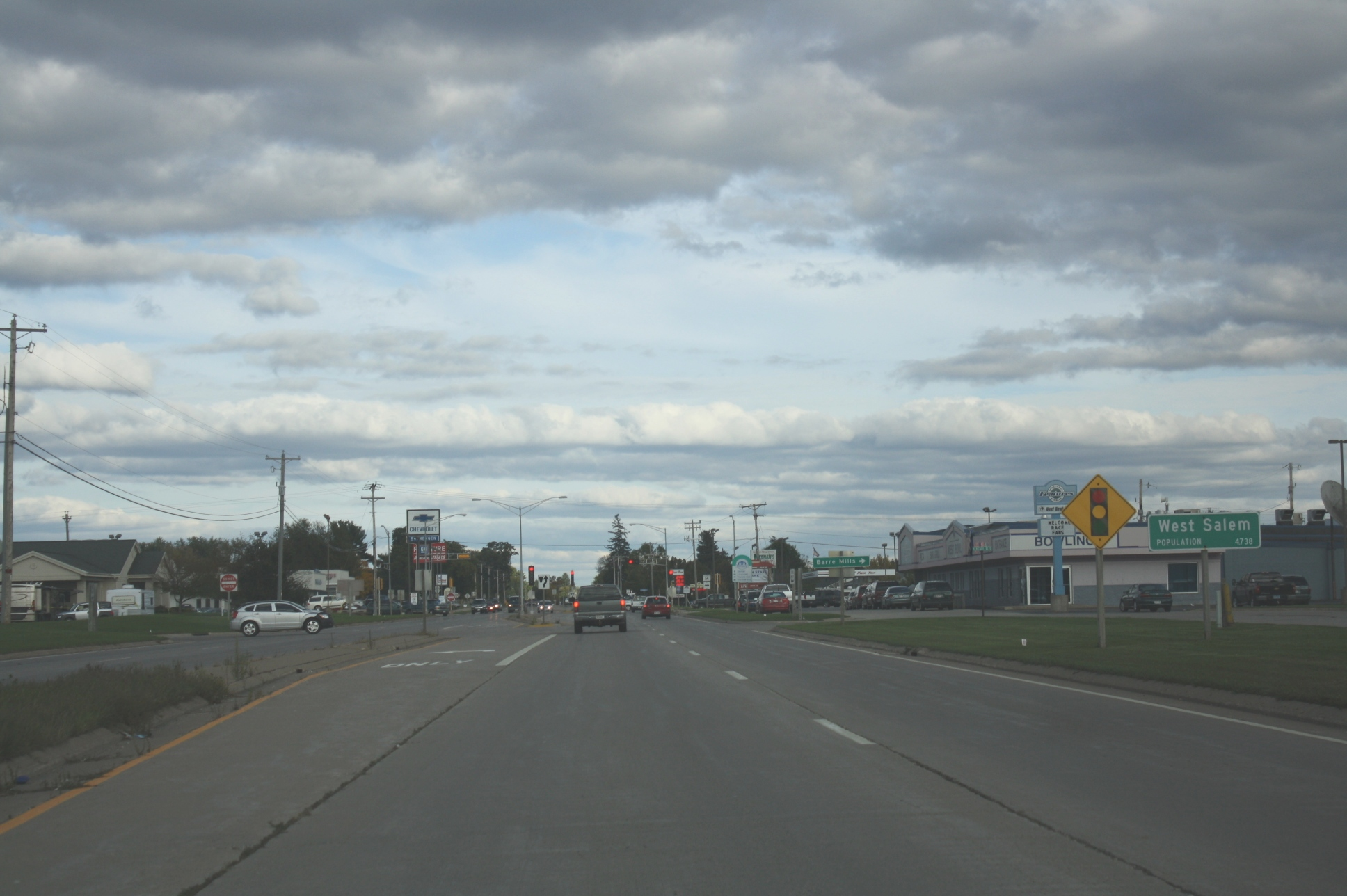
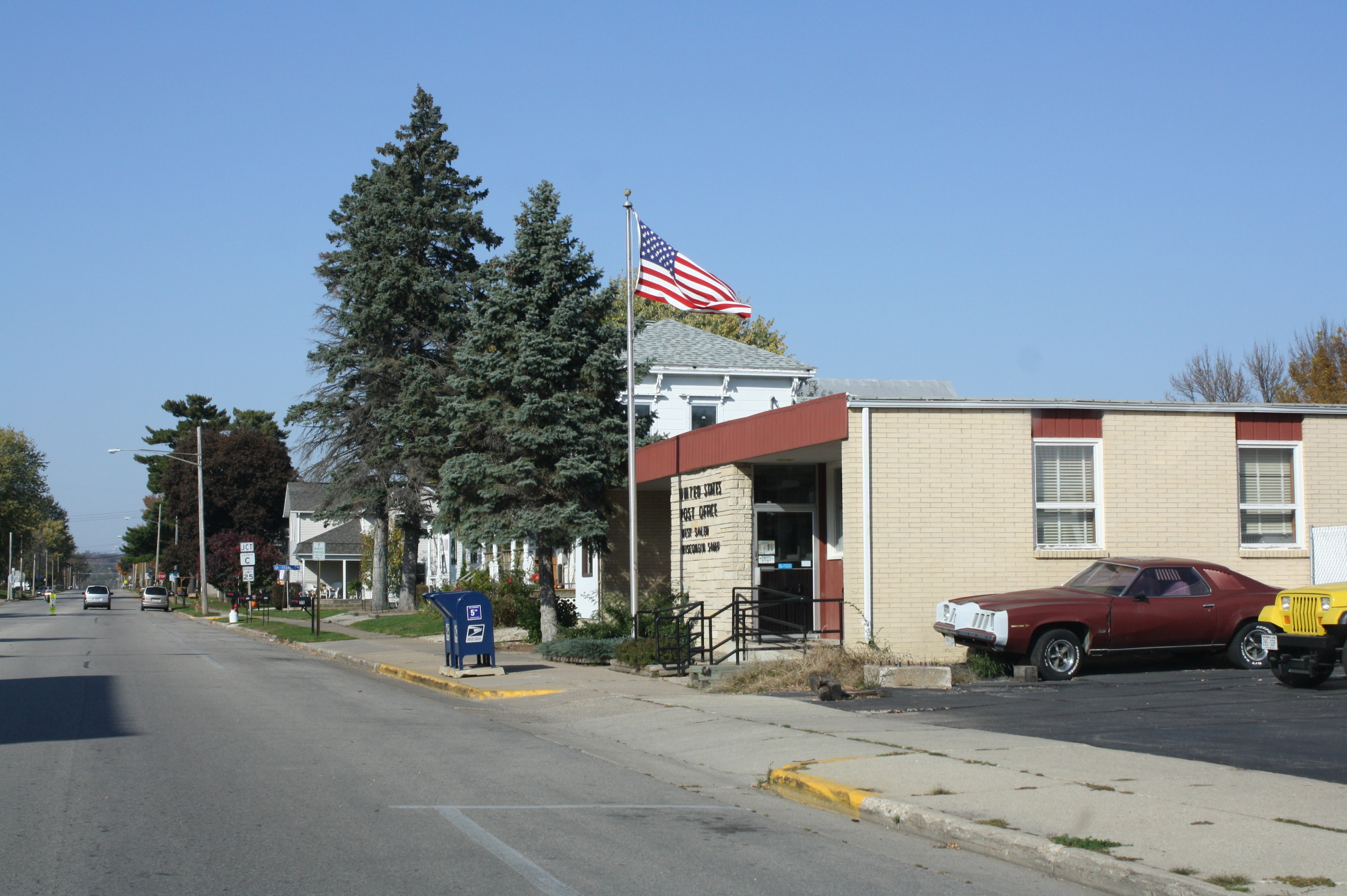

### تعداد عام 2010
بلغ عدد سكان وست سالم 4,799 نسمة بحسب تعداد عام 2010، وبلغ عدد الأسر 1,831 أسرة وعدد العائلات 1,259 عائلة مقيمة في القرية. في حين سجلت الكثافة السكانية 1,403.2 نسمة لكل ميل مربع (541.8/كم2). وبلغ عدد الوحدات السكنية 1,869 وحدة بمتوسط كثافة قدره 546.5 لكل ميل مربع (211.0/كم2).
وتوزع التركيب العرقي للقرية بنسبة 96.7% من البيض و 0.6% من الأمريكيين الأصليين و 0.7% من الأمريكيين ذوي الأصول الآسيوية و 0.4% من الأمريكيين الأفارقة و 1.3% من عرقين مختلطين أو أكثر.
بلغ عدد الأسر 1,831 أسرة كانت نسبة 37.2% منها لديها أطفال تحت سن الثامنة عشر تعيش معهم، وبلغت نسبة الأزواج القاطنين مع بعضهم البعض 53.2% من أصل المجموع الكلي للأسر، ونسبة 10.9% من الأسر كان لديها معيلات من الإناث دون وجود شريك، بينما كانت نسبة 4.6% من الأسر لديها معيلون من الذكور دون وجود شريكة وكانت نسبة 31.2% من غير العائلات. تألفت نسبة 26.9% من أصل جميع الأسر من أفراد ونسبة 11.9% كانوا يعيش معهم شخص وحيد يبلغ من العمر 65 عاماً فما فوق. وبلغ متوسط حجم الأسرة المعيشية 2.99، أما متوسط حجم العائلات فبلغ 2.48.
بلغ العمر الوسطي للسكان 39.2 عاماً. وكانت نسبة 26% من القاطنين تحت سن الثامنة عشر، وكانت نسبة 6.3% بين الثامنة عشر والأربعة وعشرون عاماً، ونسبة 25.5% كانت واقعةً في الفئة العمرية ما بين الخامسة والعشرون حتى والأربعة وأربعون عاماً، ونسبة 26.3% كانت ما بين الخامسة والأربعون حتى الرابعة والستون، ونسبة 15.9% كانت ضمن فئة الخامسة والستون عاماً فما فوق. وتوزع التركيب الجنسي للسكان بنسبة 47.4% ذكور و52.6% إناث.